# حمام قيصرية
حمام قيصرية (بالفارسية: حمام قیصریه) هو حمام تاريخي يعود إلى القاجاريون، ويقع في سبزوار.